# Ithaca (New York)
Ithaca település az USA New York államában, Tompkins megyében, melynek megyeszékhelye is. Lakosainak száma 32 108 fő (2020. április 1.).

## Népesség
A település népességének változása:

| 2010 | 30 014 |
| 2020 | 32 108 |